# Nelson Angelo Piquet
Pour l’article homonyme, voir Nelson Piquet, père de celui-ci.
Pour les articles homonymes, voir Piquet.
Nelson Piquet Jr, ou Nelsinho Piquet, est un pilote automobile brésilien né le 25 juillet 1985 à Heidelberg (Allemagne). Fils du triple champion du monde de Formule 1 Nelson Piquet, il fait en 2008 ses débuts en Formule 1 au sein de l'écurie Renault F1 Team. Il participe à 28 Grands Prix, pour un podium marqué. La suite de sa carrière en F1 est avortée à la suite de mauvais résultats et de l'affaire du Grand Prix de Singapour 2008, où il percute le mur volontairement pour favoriser la victoire de son équipier.
Après avoir effectué quelques piges en NASCAR et en rallycross, il s'engage en Formule E où il est sacré champion en 2014-2015 avec NEXTEV TCR.

## Biographie

### Les débuts
Après plusieurs titres nationaux en karting, Nelson Piquet Jr passe à l'automobile en 2001, en intégrant en cours d'année le championnat d'Amérique du Sud de Formule 3, au sein d'une structure spécialement montée par son père. Après des débuts réussis, il remporte facilement le championnat en 2002.
En 2003, Piquet part en Europe pour y disputer le championnat britannique de Formule 3, à nouveau dans une équipe créée par son père. Troisième du championnat avec six victoires en 2003, il effectue au cours de l'hiver suivant ses premiers tours de roue en Formule 1 sur une Williams-BMW en compagnie de Nico Rosberg, un autre fils de champion du monde.
En 2004, Piquet remporte le championnat britannique de Formule 3, succédant au palmarès à son père, titré en 1978. Il devient également à 19 ans le plus jeune pilote champion de F3 britannique. Après de nouveaux essais hivernaux en Formule 1 (cette fois chez BAR-Honda), il dispute à partir de 2005 le tout nouveau championnat  GP2 Series, au sein d'une équipe qui est le fruit de la fusion entre les équipes de Formule 3 HiTech et Piquet Racing. Assez irrégulier, il ne termine que huitième du championnat, avec néanmoins une victoire sur le tracé de Spa-Francorchamps, en Belgique. Après avoir disputé durant l'hiver le championnat A1GP pour le compte de l'équipe du Brésil (deux victoires lors des deux premières courses), Piquet « redouble » en 2006 dans le championnat GP2, mais malgré une spectaculaire fin de saison qui lui permet de conserver ses chances d'être titré jusqu'à l'ultime meeting de l'année, il doit se contenter de la deuxième place du championnat derrière Lewis Hamilton.
En 2006, Piquet a également fait ses débuts en Endurance. Victorieux en janvier des Mil Milhas Brasil d'Interlagos sur une Aston Martin (en équipage avec Christophe Bouchut, Hélio Castroneves et son père), il a disputé au mois de juin les 24 heures du Mans (toujours sur une Aston Martin privée, et avec notamment David Brabham comme équipier) pour une neuvième place en guise de classement final, et la quatrième de sa catégorie.

### La Formule 1

#### Saison 2008

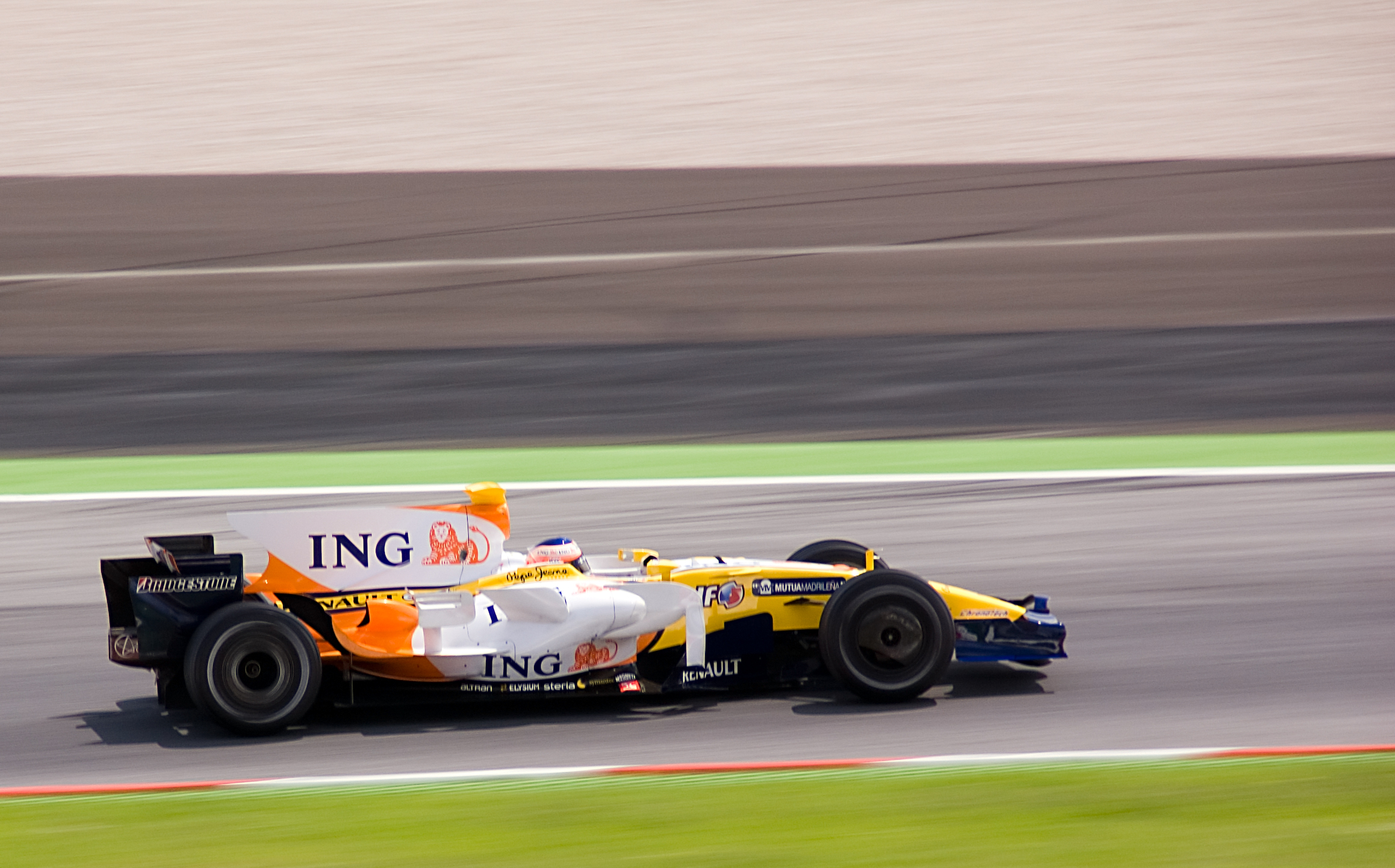
Piquet sur la Renault R28 lors d'essais privés en juin 2008 à Barcelone.

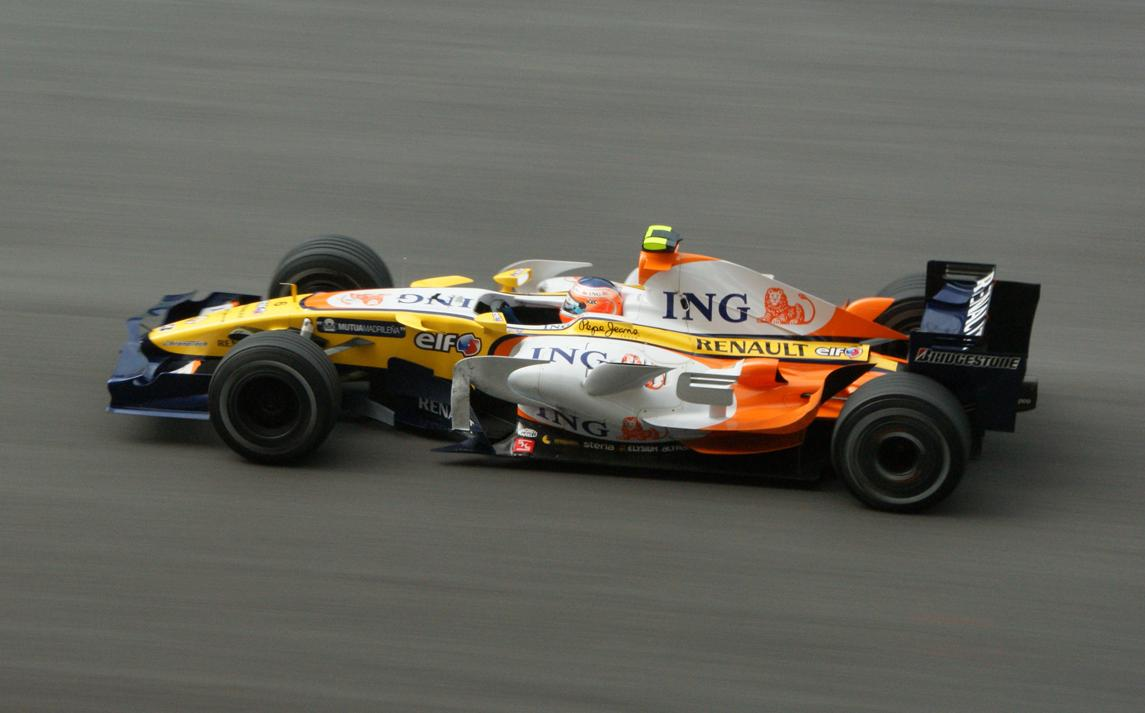
Nelson Piquet sur la R28 lors du Grand Prix de Malaisie 2008.

À la fin de 2006, il signe un contrat de management avec Flavio Briatore et est recruté en tant que pilote-essayeur pour la saison 2007, il est titularisé l'année suivante et fait ses débuts en Grand Prix lors du GP d'Australie 2008, aux côtés du double champion du monde Fernando Alonso, de retour dans l'écurie française après une saison difficile chez McLaren.
Son début de saison est catastrophique puisqu'il est largement dominé par Alonso et commet également plusieurs fautes de pilotage en course, ce qui conduit son employeur à évoquer à demi-mot son éventuel remplacement s'il ne parvient pas à hausser son niveau. Après sept courses, il n'a inscrit aucun point quand Alonso en a inscrit neuf. Une prestation solide à l'occasion du Grand Prix de France, qu'il termine à la septième place devant Alonso, lui permet de consolider sa place au sein de l'écurie française et de marquer ses deux premiers points en Formule 1.
Il confirme sa montée en puissance un mois plus tard au Grand Prix d'Allemagne qu'il termine à la deuxième place après avoir mené pendant plusieurs tours. Après des qualifications manquées, il s'élance de la dix-septième position mais une stratégie à un seul arrêt combiné à l'intervention opportune de la voiture de sécurité lui permet de revenir en haut du classement et d'obtenir son unique podium.
Piquet termine toutefois la saison de façon plutôt médiocre. À Singapour, il accidente sa Renault dans le mur, et, indirectement, permet à son équipier Fernando Alonso de remporter la première victoire de l'année pour Renault. Tandis que l'Espagnol finit la saison en trombe et parvient à remonter jusqu'à la cinquième place du championnat, Piquet ne brille en aucune occasion et se classe douzième du championnat du monde. C'est donc avec une certaine surprise que sa reconduction pour 2009 aux côtés d'Alonso est accueillie par le public.

#### Saison 2009

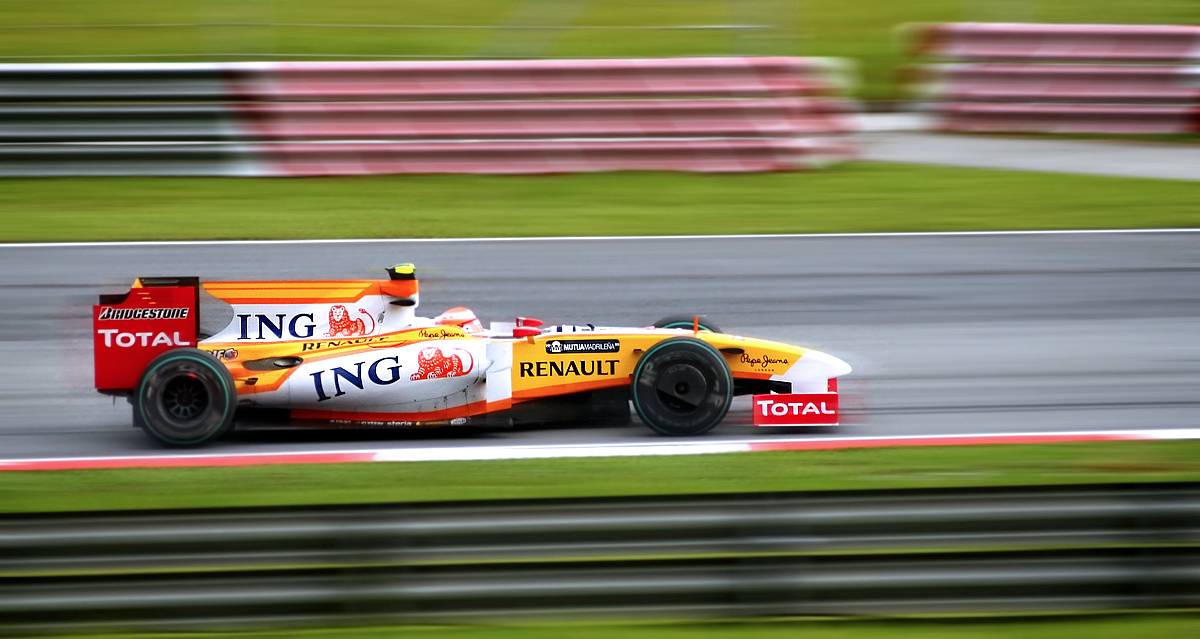
Nelson Piquet sur la R29 au GP de Malaisie en 2009

Alors que nombre d'amateurs de Formule 1 le voient remplacé par Romain Grosjean au volant de la Renault R29 dès l'entame de la saison, les relations avec Flavio Briatore se dégradant de plus en plus, Piquet est conservé par Renault pour 2009. Soumis à une énorme pression et en manque de résultats, il commence mal cette saison décisive : si la R29, comme sa devancière, est loin d'être compétitive, le Brésilien est encore mis sous l'éteignoir par Alonso.
En dix courses, il ne se qualifie qu'à une seule reprise en Q3 (dixième en Allemagne) alors qu'Alonso n'a raté qu'une seule fois cette séance et a même signé une pole position en Hongrie. En course, sa meilleure performance est une dixième place à Bahreïn, Grand Prix à partir duquel Briatore lui donne jusqu'en juin pour convaincre, alors que son coéquipier est déjà entré à cinq reprises dans les points.
Après le Grand Prix de Hongrie fin juillet, Piquet s'épanche dans la presse sur ses relations conflictuelles avec Flavio Briatore. Il considère que le manager italien s'intéresse plus à l'argent qu'à la Formule 1 elle-même et insiste sur sa façon de lui mettre une pression nuisible à ses performances. Ces déclarations sonnent comme un exutoire précédant son limogeage qui survient trois jours plus tard, le 3 août 2009. Nelson Angelo Piquet est officiellement remercié par l'équipe Renault faute de résultats : le Brésilien, qui n'a pas marqué le moindre point de l'année, est remplacé par le Français Romain Grosjean.

#### L'affaire du Grand Prix de Singapour 2008

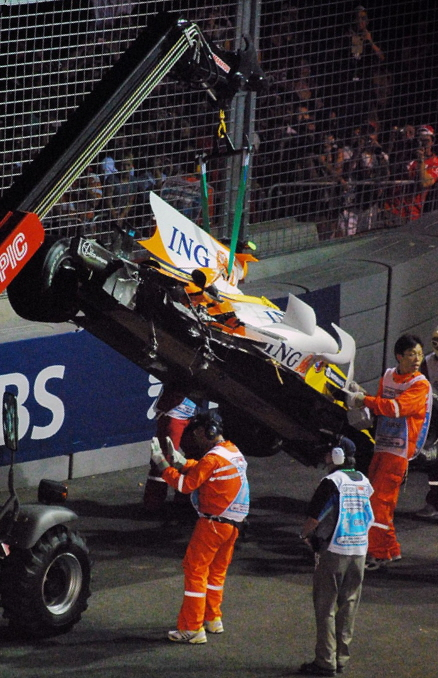
La monoplace de Nelsinho Piquet, volontairement « crashée » par son pilote afin de favoriser le résultat de son coéquipier Alonso au GP de Singapour 2008

Fin août 2009, à la suite de son éviction par Renault, Piquet accuse publiquement l'écurie française de l'avoir obligé à avoir un accident lors du Grand Prix de Singapour 2008. Cet accident, provoquant la sortie de la voiture de sécurité, a donné un avantage décisif à la stratégie de son équipier Fernando Alonso qui a remporté la course.
Lors de l'enquête, Pat Symonds, le directeur exécutif d'ingénierie de l'équipe, déclare que cette idée a bien été discutée au briefing d'avant-course mais précise qu'elle émanait de Piquet lui-même. Par la suite, l'écurie Renault porte plainte contre le pilote brésilien et son père pour dénonciation calomnieuse et chantage aggravé. La partie sportive de l'affaire est jugée le 21 septembre 2009 par le tribunal de la FIA : l'écurie Renault sera disqualifiée définitivement si elle récidive dans les deux ans. Elle doit de plus payer les frais d'enquête et doit s'engager à participer financièrement au programme de sécurité de la FIA. Flavio Briatore, directeur de l'équipe, est suspendu à vie de toutes compétitions de la FIA et Pat Symonds est exclu pour cinq ans. Nelsinho Piquet bénéficie de l'immunité accordée par la FIA tandis que la FIA reconnaît qu'Alonso n'était pas au courant de l'affaire.

### Nascar

#### Camping World Truck Series
Le 8 février 2010, Nelson Piquet Jr est engagé par le Red Horse Racing pour participer à la première course du championnat de Camping World Truck Series, le 12 février. En raison de la pluie s'abattant sur le Daytona International Speedway, la course a lieu le lendemain. Qualifié en 22e position, Piquet termine l'épreuve sixième.

#### Nationwide Series
Le 23 juin 2012, pour son troisième départ en Nationwide Series, Nelson Angelo Piquet effectue une pige au volant d'une Chevrolet de l'équipe Turner motorsport sur le circuit de Road America : il réalise la pole position, domine la course et remporte ainsi la Sargento 200. Il devient le premier Brésilien à remporter une épreuve dans cette série.

### Formule E

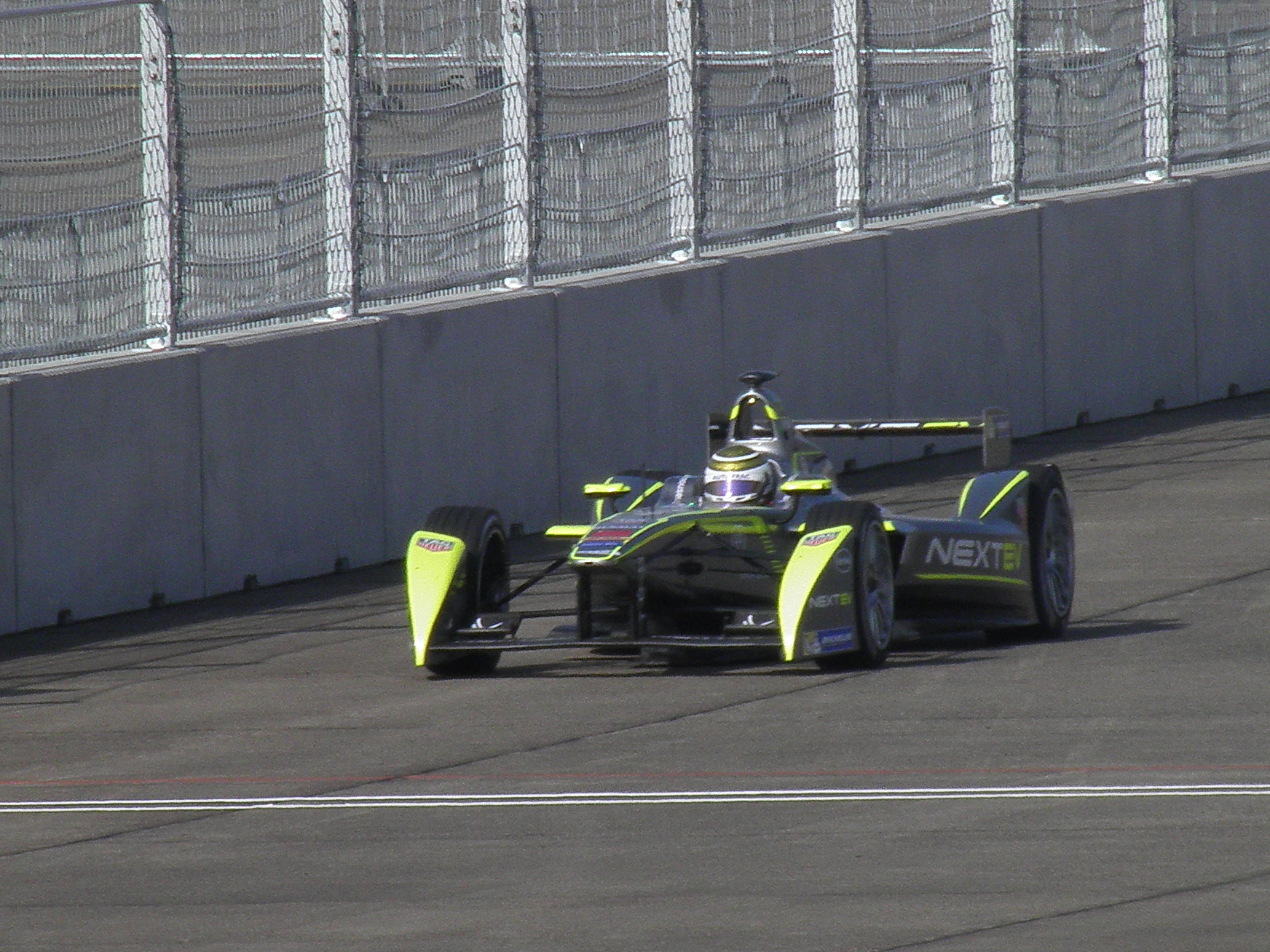
Nelson Piquet Jr. (NEXTEV TCR) à l'ePrix de Berlin, lors du Championnat de Formule E FIA 2014-2015.

En juillet 2014, il participe à une simulation de course grandeur nature du nouveau Championnat de Formule E FIA de monoplaces électriques. Il pilote pour l'écurie sino-espagnole China Racing, rebaptisée ensuite NEXTEV TCR, et a pour coéquipier Ho-Pin Tung. Le 28 juin 2015, il remporte le premier Championnat de Formule E FIA avec un point d'avance sur Sébastien Buemi, avec deux victoires.
Pour la saison 2017-2018, il quitte NextEV pour rejoindre Jaguar.

### ARCA
Il s'inscrit également pour trois épreuves de l'ARCA ou il se fait remarquer en poussant Danica Patrick hors de la piste.

### IndyCar Series
En décembre 2014, Nelsinho Piquet entame des discussions avec KV Racing Technology pour participer à la première course de la saison 2015 de l'IndyCar Series sur l'Autódromo Internacional Nelson Piquet, à Rio de Janeiro.

## Carrière
- 1993-2001 : Karting
- 2001 : Formule 3 Sud-Am
- 2002 : Formule 3 Sud-Am (Champion)
- 2003 : Formule 3 britannique (3e)
- 2004 : Formule 3 britannique (Champion)
- 2005 : GP2 Series (8e) et A1 Grand Prix
- 2006 : GP2 Series (2e)
- 2007 : F1, pilote essayeur chez Renault F1 Team
- 2008 : F1, pilote titulaire chez Renault F1 Team
- 2009 : F1, pilote titulaire chez Renault F1 Team
- 2010 : Nascar, pilote Red Horse Racing pour la première course du championnat de Camping World Truck Series
- 2012 : Nascar, 1 victoire en Nationwide Series.
- 2014 : pilote titulaire chez NEXTEV TCR en Formule E ; 3e du rallycross des X Games d'Austin.
  - Champion en Formule E.

## Résultats en championnat du monde de Formule 1
| Saison | Écurie              | Châssis | Moteur     | Pneus       | GP disputés | Podiums | Dans les points | Points inscrits | Abandons | Classement |
| ------ | ------------------- | ------- | ---------- | ----------- | ----------- | ------- | --------------- | --------------- | -------- | ---------- |
| 2008   | ING Renault F1 Team | R28     | Renault V8 | Bridgestone | 18          | 1       | 5               | 19              | 9        | 12e        |
| 2009   | ING Renault F1 Team | R29     | Renault V8 | Bridgestone | 10          | 0       | 0               | 0               | 2        | n.c.       |

## Résultats enFormula E
| Saison    | Écurie                    | Courses disputées | Pole positions | Victoires | Podiums | Points inscrits | Classement |
| --------- | ------------------------- | ----------------- | -------------- | --------- | ------- | --------------- | ---------- |
| 2014-2015 | NEXTEV TCR Formula E Team | 11                | 0              | 2         | 5       | 144             | Champion   |
| 2015-2016 | NEXTEV TCR Formula E Team | 10                | 0              | 0         | 0       | 8               | 15e        |
| 2016-2017 | NextEV NIO                | 12                | 1              | 0         | 0       | 33              | 11e        |
| 2017-2018 | Panasonic Jaguar Racing   | 12                | 0              | 0         | 0       | 51              | 9e         |
| 2018-2019 | Panasonic Jaguar Racing   | 6                 | 0              | 0         | 0       | 1               | 22e        |

## Palmarès
- Champion d'Amérique du Sud de Formule 3 en 2002
- Champion de Grande-Bretagne de Formule 3 en 2004
- Champion de Formule E  en 2015

## Résultats enGP2 Series
| Saison | Écurie               | Courses disputées | Pole positions | Victoires | Points inscrits | Classement |
| ------ | -------------------- | ----------------- | -------------- | --------- | --------------- | ---------- |
| 2005   | HiTech/Piquet Racing | 22                | 0              | 1         | 46              | 8e         |
| 2006   | Piquet Racing        | 20                | 6              | 4         | 102             | 2e         |

## Résultats aux 24 Heures du Mans
| Année | Voiture                | Équipe              | Équipiers                                | Résultat |
| ----- | ---------------------- | ------------------- | ---------------------------------------- | -------- |
| 2006  | Aston Martin DBR9      | Team Modena         | David Brabham / Antonio Garcia           | 9e       |
| 2016  | Rebellion R-One-Toyota | Rebellion Racing    | Nick Heidfeld / Nicolas Prost            | 29e      |
| 2017  | Oreca 07-Gibson        | Vaillante Rebellion | Mathias Beche / David Heinemeier Hansson | 3e       |